# Kambia (Cypr)
Kambia (gr. Καμπιά) – wieś w Republice Cypryjskiej, w dystrykcie Nikozja. W 2011 roku liczyła 475 mieszkańców.